# Sam Weisman
Sam Weisman (Binghamton, 1947) è un regista, attore, produttore televisivo e produttore cinematografico statunitense.

## Biografia
Dopo aver frequentato la Yale University, ha iniziato a recitare e dirigere spettacoli teatrali. Ha lavorato sui palcoscenici di New York, prima di trasferirsi a Los Angeles per dedicarsi al cinema e alla televisione. Ha diretto diverse serie e film per la televisione a partire dal 1983, con numerose stagioni di Casa Keaton, mentre nel 1994 ha fatto il suo debutto sul grande schermo con Piccoli grandi eroi, sequel di Stoffa da campioni prodotto dalla Disney. 
Nel 1978 ha sposato Constance McCashin. Come attore ha interpretato ruoli secondari in film degli anni '70-'80 come Io, modestamente, Mosè, Quattro passi sul lenzuolo, Oltre il giardino, nonché in alcune serie e film TV.

## Filmografia parziale

### Regista

#### Cinema
- Piccoli grandi eroi (D2: The Mighty Ducks) (1994)
- Mariti imperfetti (Bye Bye Love) (1995)
- George re della giungla...? (George of the Jungle) (1997)
- Sperduti a Manhattan (The Out-ot-Towners) (1999)
- Lo scroccone e il ladro (What's the Worst That Coul Happen?) (2001)
- Dickie Roberts - Ex Piccola Star (Dickie Roberts: Former Child Star) (2003)

#### Televisione
- Casa Keaton (Family Ties) - serie TV, 57 episodi (1983-1989)
- Moonlighting - serie TV, 3 episodi (1987)
- Avvocati a Los Angeles (L.A. Law) - serie TV, 4 episodi (1987-1989)
- American Dreamer - serie TV, 17 episodi (1990-1991)
- Oltre il ponte (Brooklyn Bridge) - serie TV, 18 episodi (1991-1993)
- In Plain Sight - Protezione testimoni (In Plain Sight) - serie TV, 3 episodi (2008-2009)